# André (piosenkarz)
André (orm. Անդրե), właśc. Andrej Hownanian (orm. Անդրեյ Հովնանյան) (ur. 1979 w Stepanakert) – ormiański wokalista, pierwszy w historii reprezentant Armenii w Konkursie Piosenki Eurowizji, pięciokrotny zdobywca nagród Armenian Music Awards.

## Życiorys
Hownanian zaczął śpiewać w wieku trzech lat, początkowo prezentując się tylko w gronie rodzinnym. W wieku sześciu lat rozpoczął naukę gry na pianinie. Swoją pierwszą piosenkę, dotyczącą miłości do Boga, skomponował w wieku dziewięciu lat. 
Profesjonalną karierę rozpoczął w wieku 15 lat. Wygrał wówczas konkurs muzyczny Road to Renaissance. W kolejnych latach był wokalistą popowo-jazzowego zespołu Karabach, z którym odbył trasy koncertowe po całej Armenii i Górskim Karabachu. Uczestniczył w festiwalach muzycznych w Azji, Europie Wschodniej i Stanach Zjednoczonych, wielokrotnie je wygrywając lub plasując się w pierwszej trójce. Ukończył szkołę muzyczną w zakresie jazzu.
W 2003 roku ukazał się pierwszy album muzyczny André'a, zatytułowany Jes jem. W kolejnych latach wydał jeszcze cztery płyty: Miajn ser (2005), 1000x (2006), Jerdżankutian gachtnik (2008) i ANDREnaline (2010). Utwory z jego ostatniego albumu, który ukazał się w październiku 2010, stały się jednymi z najczęściej emitowanych w armeńskich stacjach radiowych.
Od 2004 do 2008 roku rokrocznie zdobywał nagrodę Armenian Music Awards w kategorii mężczyzn. W marcu 2006 roku został wybrany wewnętrznie na pierwszego w historii reprezentanta Armenii w Konkursie Piosenki Eurowizji, występując z utworem „Without Your Love” podczas półfinału konkursu organizowanego w Atenach. 18 maja wokalista zaprezentował swoją propozycję, będącą połączeniem zachodniej z tradycyjną ormiańską muzyką, w półfinale imprezy, w którym zdobył 150 punktów i awansował do finału z szóstego miejsca. W sobotniej rundzie finałowej uzyskał 129 punktów, dzięki którym zajął ostatecznie ósmą pozycję w końcowej klasyfikacji. Przed występem w Konkursie Piosenki Eurowizji odbył trasę koncertową po Europie, wystąpił w Polsce, Mołdawii, Rosji, Grecji, Andorze, na Ukrainie, Białorusi i Cyprze.
Poza muzyką, wśród swoich zainteresowań wymienia wspinaczkę górską.

## Dyskografia
André wydał dotąd pięć albumów studyjnych.
- Jes jem (2003)
- Miajn ser (2005)
- 1000x (2006)
- Jerdżankutian gachtnik (2008)
- ANDREnaline (2010)